# František Stryjas
Blahoslavený Franciszek Stryjas (26. ledna 1882, Popowo – 31. července 1944, Kališ) byl polský katolický laik, katecheta a otec rodiny.

## Život
Narodil se 26. ledna 1882 v Popowě. Jeho rodiče byli zemědělci. Oženil se s Józefou Kobyłkovou, s kterou měl sedm dětí. Po její náhlé smrti se oženil s Józefou Leimanovou. Před vypuknutím 2. světové války žila rodina v Trokomyśle. Když v roce 1941 v Chełmci a okolních obcí odváželi kněze do koncentračního tábora Dachau, Franciszek začal vyučovat náboženství. Vyučoval v soukromých domech a připravoval děti na první svaté přijímání. Byl zatčen nacistickou policií. Byl vězněn gestapem v Kališi, kde po deseti dnech mučení 31. července 1944 zemřel.

## Beatifikace
Blahořečen byl dne 13. června 1999 papežem sv. Janem Pavlem II. ve skupině 108 polských mučedníků z doby nacismu.